# Buscador de Yandex
El buscador de Yandex o buscador web de Yandex (en ruso Яндекс.Поиск) es un motor de búsqueda. Es propiedad de Yandex, con sede en Rusia. En enero de 2015, buscador de Yandex generó el 51,2% de todo el tráfico de búsqueda en Rusia según LiveInternet.
En mayo de 2010, Yandex lanzó Yandex.com, una plataforma para realizar pruebas beta y mejorar la búsqueda en idiomas distintos del ruso.
Se puede acceder al producto de búsqueda desde computadoras personales, teléfonos móviles, tabletas y otros dispositivos digitales. Además de la búsqueda web, Yandex ofrece una amplia gama de servicios de búsqueda especializados.
En 2009, Yandex lanzó MatrixNet, un nuevo método de aprendizaje automático que mejora significativamente la relevancia de los resultados de búsqueda. Permite que el motor de búsqueda de Yandex tenga en cuenta una gran cantidad de factores cuando toma la decisión sobre la relevancia de los resultados de la búsqueda.
Otra tecnología, Spectrum, se lanzó en 2010. Permite inferir consultas implícitas y devolver resultados de búsqueda coincidentes. El sistema analiza automáticamente las búsquedas de los usuarios e identifica objetos como nombres personales, películas o automóviles. Las proporciones de los resultados de búsqueda que responden a las diferentes intenciones de los usuarios se basan en la demanda de estos resultados por parte de los usuarios.

Con el primer lanzamiento el 21 de julio de 2017, el navegador web Brave presenta a Yandex como uno de sus motores de búsqueda predeterminados.

## Funcionalidad

### Visión de conjunto
El motor de búsqueda consta de tres componentes principales:
1. Un agente es un robot de búsqueda. Pasa por alto la red, descarga y analiza documentos. Si se encuentra un nuevo enlace durante el análisis del sitio, cae en la lista de direcciones web del robot. Los robots de búsqueda son de los siguientes tipos: arañas : sitios de descarga como los navegadores del usuario; Crawler: descubra enlaces nuevos, aún desconocidos, basados en el análisis de documentos ya conocidos; indexadores : analizan las páginas web detectadas y agregan datos al índice. Muchos documentos desinflados se dividen en partes inconexas y se borran del marcado.

1. Index es una base de datos compilada por robots de Indexación de motores de búsqueda. Los documentos se buscan en el índice.

1. BuscadorLa solicitud de búsqueda del usuario se envía al servidor menos cargado después de analizar la carga del sistema de búsqueda. Para brindar esa oportunidad, los servidores de Yandex están agrupados. Luego, la solicitud del usuario es procesada por un programa llamado "Metapoisk". Metapoisk analiza la solicitud en tiempo real: determina la ubicación geográfica del usuario, realiza análisis lingüísticos, etc. El programa también determina si la solicitud pertenece a la categoría de las más populares o recientemente definidas. La emisión de dichas solicitudes durante algún tiempo se almacena en la memoria (caché) de la metabúsqueda y, en caso de coincidencia, se muestran los resultados guardados previamente. Si la solicitud es rara y no hay coincidencias en el caché, el sistema la redirige al programa de búsqueda básica. Analiza el índice del sistema, que también se divide en diferentes servidores duplicados (esto agiliza el procedimiento). Luego, la información recibida vuelve a caer en la metabúsqueda, los datos se clasifican y se muestran al usuario en una forma final.

### Indexación
En general, Yandex indexa los siguientes tipos de archivos:  html, pdf, rtf, doc, xls, ppt, docx, odt, odp, ods, odg, xlsx, pptx.
El motor de búsqueda también puede indexar el texto dentro de los objetos de Shockwave Flash (si el texto no se coloca en la imagen misma), si estos elementos se transfieren como una página separada, que tiene el tipo MIME application/x-shockwave-flash y archivos con la extensión .swf
Yandex tiene 2 robots de escaneo: el "principal" y el "rápido". El primero es responsable de todo Internet, el segundo indexa sitios con información que cambia y se actualiza con frecuencia (sitios de noticias y agencias de noticias). En 2010, el robot "rápido" recibió una nueva tecnología llamada "Orange", desarrollada conjuntamente por las divisiones de Yandex en California y Moscú.
Desde 2009, Yandex es compatible con la tecnología Sitemaps.

### Registros del servidor
En los registros del servidor, los robots de Yandex se representan de la siguiente manera:
- Mozilla/5.0 (compatible; YandexBot/3.0)es el principal robot de indexación.
- Mozilla/5.0 (compatible; YandexBot/3.0; MirrorDetector) - un robot que detecta sitios espejo. Si hay varios sitios con el mismo contenido, solo se mostrará uno en los resultados de búsqueda.
- Mozilla/5.0 (compatible; YandexImages/3.0) -indexador Yandex. Imágenes.
- Mozilla/5.0 (compatible; YandexVideo/3.0) -indexador Yandex. Video.
- Mozilla/5.0 (compatible; YandexMedia/3.0) -indexador de datos multimedia.
- Mozilla/5.0 (compatible; YandexBlogs/0.99; robot) es un robot de búsqueda que indexa los comentarios de las publicaciones.
- Mozilla/5.0 (compatible; YandexAddurl/2.0) -es un robot de búsqueda que indexa páginas a través del formulario "Agregar URL ".
- Mozilla/5.0 (compatible; YandexDirect/2.0; Dyatel) - comprobando Yandex. Directo.
- Mozilla/5.0 (compatible; YandexMetrika/2.0) -indexador Yandex. Métrica.
- Mozilla/5.0 (compatible; YandexCatalog/3.0; Dyatel) - comprobando Yandex. Catalogar.
- Mozilla/5.0 (compatible; YandexNews/3.0)-indexador Yandex. Noticias.
- Mozilla/5.0 (compatible; YandexAntivirus/2.0) -Robot antivirus Yandex.

### Lenguaje de consulta
Los siguientes operadores se utilizan para configurar:
- "" - cita exacta
- | - ingrese entre palabras, si necesita encontrar una de ellas
- * - entrar entre palabras, si falta alguna palabra
- site: - buscar en un sitio específico
- date: - buscar documentos por fecha, por ejemplo, fecha: 2007
- + - ingrese antes de la palabra, que debe estar en el documento

### Resultados de la búsqueda
Yandex, automáticamente, junto con la "forma exacta" original de la consulta, busca sus diversas variaciones y formulaciones.
La búsqueda de Yandex tiene en cuenta la morfología del idioma ruso, por lo tanto, independientemente de la forma de la palabra en la consulta de búsqueda, la búsqueda se realizará para todas las formas de la palabra. Si el análisis morfológico no es deseable, puede colocar un signo de exclamación (!) Antes de la palabra; la búsqueda en este caso mostrará solo la forma específica de la palabra. Además, la consulta de búsqueda prácticamente no tiene en cuenta las llamadas Palabra vacía, es decir, preposiciones, puntuación, pronombres, etc., debido a su amplia distribución
Como regla general, las abreviaturas se revelan automáticamente, la ortografía se corrige. También busca sinónimos (móvil - celular). La extensión de la solicitud del usuario original depende del contexto. La ampliación no se produce cuando un conjunto de términos muy especializados, nombres de nombres propios de empresas (por ejemplo, OJSC “Hipopótamo” - OJSC “Hipopótamo”), añadiendo la palabra “precio”, entre comillas exactas (son consultas resaltadas con máquina de escribir cotizaciones).
Los resultados de búsqueda para cada usuario se forman individualmente en función de su ubicación, el idioma de una consulta, los intereses y las preferencias en función de los resultados de las sesiones de búsqueda anteriores y actuales. Sin embargo, el factor clave en la clasificación de los resultados de búsqueda es su relevancia para la consulta de búsqueda. La relevancia se determina en función de una fórmula de clasificación, que se actualiza constantemente en función de algoritmos de aprendizaje automático.
La búsqueda se realiza en ruso, inglés, francés, alemán, ucraniano, bielorruso, tártaro, kazajo.
Los resultados de la búsqueda se pueden ordenar por relevancia y por fecha (botones debajo de los resultados de la búsqueda).
La página con los resultados de la búsqueda consta de 10 enlaces con anotaciones breves: "fragmentos". Los fragmentos incluyen un comentario de texto, enlace, dirección, secciones populares del sitio, páginas en redes sociales, etc. Como alternativa a los fragmentos, Yandex introdujo en 2014 una nueva interfaz llamada "Islas".
Yandex implementa el mecanismo de "búsquedas paralelas", cuando junto con una búsqueda en la web, se realiza una búsqueda en los servicios de Yandex, como Catálogo, Noticias, Mercado, Enciclopedias, Imágenes, etc. Como resultado, en respuesta a la solicitud de un usuario, el sistema muestra no solo información textual, sino también enlaces a archivos de video, imágenes, entradas de diccionario, etc.
Una característica distintiva del motor de búsqueda es también la tecnología de "búsqueda de intención", que significa una búsqueda para resolver un problema. Los elementos de búsqueda de intención son: mensajes de diálogo en caso de solicitud ambigua, traducción automática de texto, información sobre las características del automóvil solicitado, etc. Por ejemplo, cuando solicita "Boris Grebenshchikov - Golden City", el sistema mostrará un formulario para escuchar música en línea del servicio Yandex Music, a pedido de "st. Koroleva 12 ", se mostrará un fragmento del mapa con el objeto marcado en él.

### Protección contra correo no deseado y virus
En 2013, algunos consideraron que Yandex era el motor de búsqueda más seguro en ese momento y el tercero más seguro entre todos los recursos web. Para 2016, Yandex había caído al tercer lugar con Google en primer lugar.
Verificar páginas web y advertir a los usuarios apareció en Yandex en 2009: desde entonces, en la página de resultados de búsqueda, junto a un sitio peligroso hay una nota "Este sitio puede amenazar la seguridad de su computadora". Se utilizan dos tecnologías a la vez para detectar amenazas. El primero se compró al antivirus estadounidense Sophos y se basaba en un enfoque de firma: es decir, al acceder a una página web, el sistema antivirus también accede a una base de datos de virus y malware ya conocidos.. Este enfoque es rápido, pero prácticamente impotente frente a nuevos virus que aún no han ingresado a la base de datos. Por lo tanto, Yandex, junto con la firma, también utiliza su propio complejo antivirus, basado en un análisis del factor de comportamiento. El programa Yandex, al acceder al sitio, verifica si este último solicitó archivos adicionales del navegador, lo redirigió a un recurso extraño, etc. Por lo tanto, si se recibe información de que el sitio comienza a realizar ciertas acciones (hojas de estilo en cascada, módulos de JavaScript se inician y completan programas) sin el permiso del usuario, se coloca en la "lista negra" y en la base de datos de firmas de virus. La información sobre la infección del sitio aparece en los resultados de búsqueda y, a través del servicio Yandex.Webmaster, el propietario del sitio recibe una notificación. Después de la primera verificación, Yandex realiza la segunda, y si la información de infección se confirma por segunda vez, las verificaciones serán más frecuentes hasta que se elimine la amenaza. El número total de sitios infectados en la base de datos de Yandex no supera el 1%.
Todos los días en 2013, Yandex revisa 23 millones de páginas web (mientras detecta 4300 sitios peligrosos) y muestra a los usuarios 8 millones de advertencias. Aproximadamente mil millones de sitios son revisados mensualmente.

### Clasificación de búsqueda
Durante mucho tiempo, el factor de clasificación clave para Yandex fue la cantidad de enlaces de terceros a un sitio en particular. A cada página de Internet se le asignó un índice de citas único, similar al índice de autores de artículos científicos: cuantos más enlaces, mejor. Un mecanismo similar se implementó en Yandex y en el Pagerank de Google. Para evitar trampas, Yandex utiliza un análisis multivariado, en el que solo 70 de los 800 factores se ven afectados por la cantidad de enlaces de terceros. Hoy en día, el contenido del sitio y la presencia o ausencia de palabras clave en él, la facilidad de lectura del texto, el nombre del dominio, su historial y la presencia de contenido multimedia juegan un papel mucho más importante.
El 5 de diciembre de 2013, Yandex anunció que se negaba por completo a contabilizar el factor de enlace en el futuro.

### Sugerencias de búsqueda
A medida que el usuario escribe la consulta en la barra de búsqueda, el motor de búsqueda ofrece sugerencias en forma de lista desplegable. Las sugerencias aparecen incluso antes de que aparezcan los resultados de la búsqueda y le permiten refinar la consulta, corregir el diseño o el error tipográfico, o ir directamente al sitio que está buscando. Para cada usuario, se generan sugerencias basadas en el historial de sus consultas de búsqueda utilizando el servicio Mis hallazgos. En 2012, aparecieron los llamados "Consejos de búsqueda inteligente", que brindan información instantánea sobre las principales constantes (longitud del ecuador, velocidad de la luz, etc.), atascos de tráfico y tienen una calculadora incorporada. Además, se integró un traductor en las "Sugerencias" (la consulta "amor en francés" da instantáneamente amour, afecto), el calendario y los resultados de los partidos de fútbol, los tipos de cambio, las previsionesmeteorológicas y mucho más. Puede averiguar la hora exacta preguntando "qué hora es". En 2011, las sugerencias en la búsqueda de Yandex se volvieron completamente locales en 83 regiones de Rusia.
Además de la búsqueda real, las sugerencias están integradas en los motores de búsqueda de Yandex. Diccionarios "," Yandex Mercado ”,“ Yandex Maps "y otros servicios de Yandex.
La función de pista es una consecuencia del desarrollo de la tecnología de búsqueda intencional y apareciópor primera vez en Yandex.Bar en agosto de 2007, y en octubre de 2008 se introdujo en la página principal del motor de búsqueda. Disponible en las versiones de escritorio y móvil del sitio, Yandex muestra a sus usuarios más de mil millones de sugerencias de búsqueda por día. 

## Historia
Los cambios en el motor de búsqueda durante mucho tiempo no estuvieron ampliamente representados y permanecieron sin nombre. Y solo desde principios de 2008, cuando se anunció el lanzamiento del algoritmo 8 SP1, Yandex anunció que, en adelante, los nuevos algoritmos de clasificación llevarán los nombres de las ciudades.

### 1990
El nombre del sistema, Yandex, fue inventado juntos por Arkady Volozh e Ilya Segalovich. La palabra significa y et an another in dex er (o como "I am (" ya "en ruso ) e index )". Según la interpretación de Artemy Lebedev, el nombre del motor de búsqueda está en consonancia con Yandeks, donde yang significa el comienzo masculino,
El motor de búsqueda yandex.ru fue anunciado por CompTek el 23 de septiembre de 1997 en la exposición Softool, aunque algunos desarrollos en el campo de la búsqueda (indexación de la Biblia, búsqueda de documentos en CD-ROM, búsqueda de sitios) fueron realizados por la empresa incluso antes. El primer índice contenía información de 5 mil servidores y ocupaba 4,5 GB.
En el mismo 1997, la búsqueda de Yandex comenzó a usarse en la versión rusa de Internet Explorer 4.0.  Se hizo posible consultar en lenguaje natural.
En 1998, apareció la función "buscar documentos similares" para cada resultado de búsqueda.
“Yandex.Search ”a partir de 1998 funcionó en tres máquinas que se ejecutaban en FreeBSD bajo Apache: una máquina rastreaba Internet e indexaba documentos, un motor de búsqueda y una máquina duplicaba el motor de búsqueda.
En 1999, apareció una búsqueda en las categorías: búsqueda, una combinación de un motor de búsqueda y un catálogo. Se actualizó la versión del buscador. 

### 2000
El 6 de junio de 2000 se presentó la segunda versión del buscador. Se introdujo un mecanismo de búsqueda paralelo y, junto con la emisión, se ofreció información de grandes fuentes. Los usuarios pudieron limitar los resultados de búsqueda al tema seleccionado. Apareció el encabezado "Hallazgos populares", palabras que refinan la búsqueda.
En diciembre de 2000, el volumen de información indexada alcanzó los 355,22 GB.

### 2001
En 2001, Yandex superó a otro motor de búsqueda ruso, Rambler, en términos de asistencia y se convirtió en el principal motor de búsqueda de Runet. Yandex comenzó a comprender las solicitudes en un lenguaje natural que se hacían en forma interrogativa. El sistema ha aprendido a reconocer errores tipográficos y sugerir corregirlos. El diseño ha cambiado.

### 2002
El número de consultas diarias al motor de búsqueda de Yandex superó los 2 millones.

### 2003
Indexación. rtf y. Se lanzaron los documentos pdf. Los resultados de búsqueda comenzaron a emitirse incluso en formato XML.

### 2004
El algoritmo de clasificación ha cambiado.
Yandex comenzó a indexar documentos en. SWF (Flash). xls y. formatos ppt.
A finales de año, se publicó el estudio "Algunos aspectos de la búsqueda de texto completo y la clasificación en Yandex Archivado el 9 de abril de 2022 en Wayback Machine." (autores Ilya Segalovich, Mikhail Maslov), que reveló ciertos detalles de clasificación en un motor de búsqueda.

### 2005
En verano se lanzó el llamado robot de búsqueda “rápida”, que funciona en paralelo con las propias páginas destinadas a la indexación. La base del "robot rápido" se actualiza cada 1-5 a 2 horas.
El algoritmo de clasificación se ha mejorado para aumentar la precisión de la búsqueda.
Las capacidades de búsqueda se han ampliado con la ayuda de Yandex Diccionarios "y" Yandex Lingvo”. El buscador ha aprendido a entender consultas como “ Qué es [algo] en español ” y traducirlas automáticamente.
Se hizo posible limitar los resultados de búsqueda por región. 

### 2006
Desde mayo de 2006, los iconos de sitios se muestran en los resultados de búsqueda.
A principios de diciembre, junto a cada enlace en los resultados de la búsqueda, apareció el elemento "Copia guardada", al hacer clic en el cual, el usuario accede a una copia completa de la página en una base de datos de archivo especial ("caché de Yandex").

### 2007
El algoritmo de clasificación cambió de nuevo.

### 2008
En 2008, Yandex, por primera vez, comenzó a anunciar abiertamente los cambios en el algoritmo de búsqueda y comenzó a nombrar los cambios con los nombres de las ciudades rusas. El nombre de la “ciudad” de cada algoritmo posterior comienza con la letra con la que terminó el nombre del anterior.

### 2020
En abril de 2020, el motor de búsqueda comenzó a colocar artificialmente comentarios negativos sobre Navalny en las primeras posiciones de los resultados de búsqueda de su nombre. Yandex declaró que esto era parte de un "experimento" y volvió a presentar resultados de búsqueda orgánicos.

## Logro
Según el experto en medios Mikhail Gurevich, Yandex es un "tesoro nacional", un "producto estratégico".
Este hecho también fue reconocido en la Duma Estatal de la Federación Rusa, donde en mayo de 2012 apareció un proyecto de ley en el que Yandex y VKontakte son reconocidos por empresas estratégicas como traductores de información nacional. En 2009, el presidente de Rusia, Dmitry Medvedev, inició la compra de una “ acción de oro ” de Yandex por parte de Sberbank para evitar que una importante empresa nacional cayera en manos extranjeras. En noviembre de 2019, Sberbank anunció que renunciaría a su parte dorada, y al mes siguiente, los accionistas de Yandex votaron para aprobar una reestructuración corporativa respaldada por el gobierno ruso que invertiría el control de la acción dorada en una nueva fundación de interés público, que se implementará a fines del primer trimestre de 2020, luego de que Sberbank lo hubiera acordado previamente. vender la acción de oro por un euro.
En 2012, Yandex superó a Channel One en términos de audiencia diaria, lo que convirtió a Yandex en líder en el mercado de medios nacionales. En 2013, Yandex confirmó este estado, superando a First en términos de ingresos.
En 2008, Yandex fue el noveno motor de búsqueda del mundo, en 2009 el séptimo, y en 2013 el cuarto.
Uno de los componentes de esta situación es la presencia en Rusia de un número suficiente de especialistas con conocimientos matemáticos y un instinto científico.
En 2002, la palabra Yandex se volvió tan común que cuando la empresa Arkady Volozh exigió la devolución del dominio yandex.com, comprado por terceros, el demandado afirmó que la palabra "Yandex" ya era sinónimo de búsqueda y se convirtió en una palabra familiar en Rusia.
Desde finales de 2012, el motor de búsqueda Yandex ha superado el número de usuarios de Google en el navegador Google Chrome en Rusia.

## Logotipo

Versión rusa del logotipo utilizado desde 2021

El logotipo de Yandex aparece en numerosos entornos para identificar la empresa del motor de búsqueda. Yandex se ha basado en varios logotipos desde su cambio de nombre, con el primer logotipo creado por Arkady Volozh y debutó en 1997 en los productos Яndex.Site e Яndex.CD, incluso antes del anuncio del motor de búsqueda Yandex. El logotipo se diseñó de forma análoga al logotipo de CompTek.
Desde 1997 los logotipos están diseñados por el art. Lebedev Studios, — que diseñó cuatro versiones. El logotipo actual utiliza palabras cirílicas.